# شهرستان منعر
ناحیهٔ منعر (به عربی: مدیریة منعر) یک ناحیه در یمن است که در استان مهره واقع شده‌است.
ناحیهٔ منعر ۵٬۳۸۸ نفر جمعیت دارد.